# The Return of Roosevelt Sykes
The Return of Roosevelt Sykes — дебютний студійний альбом американського блюзового музиканта Рузвельта Сайкса, випущений лейблом Bluesville Records у 1960 році.

## Опис
Записаний 1 і 2 березня 1960 року на студії Van Gelder Studio в Інглвуд-Кліффсі, Нью-Джерсі.

## Список композицій
1. «Drivin' Wheel» (Рузвельт Сайкс) — 2:25
2. «Long, Lonesome Night» — 4:15
3. «Set The Meat Outdoors» (Рузвельт Сайкс) — 2:04
4. «Coming Home» — 3:50
5. «Stompin' the Boogie» — 2:47
6. «Number Nine» (Рузвельт Сайкс) — 2:27
7. «Calcutta» — 3:24
8. «Selfish Woman» (Есмонд Едвардс) — 2:49
9. «Hangover» — 3:20
10. «Night Time Is the Right Time» (Джеймс Берк Оден) — 2:38
11. «Runnin' The Boogie» (Рузвельт Сайкс) — 2:31
12. «Hey Big Momma» — 4:24

Невидані треки з тієї сесії
1. «Swanee River» (2042)
2. «47th Street Dive» (2043)

## Учасники запису
- Рузвельт Сайкс — фортепіано, вокал
- Кларенс Перрі-молодший — тенор-саксофон (А 1, 3, 4; B 1, 4, 5, 6)
- Френк Інголлс — гітара
- Флойд Болл — гітара
- Армонд «Джамп» Джексон — ударні

Технічний персонал
- Руді Ван Гелдер — інженер звукозапису
- Кріс Альбертсон — текст до обкладинки